# 章克申城 (密蘇里州)
章克申城（英語：Junction City）是位於美國密蘇里州麥迪遜縣的村。

## 人口
根據2020年美國人口普查的數據，章克申城的面積為0.93平方千米，皆為陸地。當地共有人口283人，而人口密度為每平方千米304人。